# 쌍곡삼각형

안장점이 있는 곡면의 쌍곡삼각형

쌍곡삼각형(雙曲三角形)은 쌍곡공간의 삼각형이다. 꼭짓점이 이상점인 경우도 포함된다. 모든 꼭짓점이 이상점인 경우는 이상삼각형이라고 한다. 쌍곡삼각형의 삼각법은 쌍곡선 함수(쌍곡삼각함수)에 의해 결정된다.

## 같이 보기
- 삼각군
- 평행각
- 사인 법칙